# Evžen IV.
Evžen IV., rodným jménem Gabriele Condulmer (1383 Benátky – 23. února 1447 Řím) v letech 1431 až 1447 byl 207. papežem katolické církve.

## Život
Papež Evžen IV. by zvolen do úřadu v dramatickém období papežského schizmatu a husitské reformace v českých zemích.
31. května 1433 papež ve Svatopetrské bazilice v Římě korunoval Zikmunda Lucemburského císařem římským.
Ekumenický koncil, svolaný již roku 1431 papežovým předchůdcem, Martinem V. do katedrály v Basileji, nejprve rozpustil a přesunul jednání do Boloni, posléze po sporech kolegia kardinálů a biskupů byl koncil v Basileji obnoven bez účasti papeže, který uprchl z Říma do Florencie a paralelní koncil svolal do Ferrary a posléze do Florencie. Oba koncily pokračovaly. V letech 1433–1435 bylo předloženo několik listů, žádajících potvrzení Čtyř pražských artikulů – článků reformované víry. Konečně v červenci roku 1436 byla vystavena poslední listina, potvrzující náboženskou svobodu, zvaná Basilejská kompaktáta, kterou podepsali císař Zikmund i papež. Mocenské spory mezi světskou a církevní mocí i uvnitř papežské konzistoře pokračovaly. V Basileji byl roku 1440 korunován savojský vévoda Amadeus VIII. jako vzdoropapež Felix V. Politická pozice Evžena IV. se opět upevnila. Na nátlak císaře Fridricha IV., jeho říšských kurfiřtů a kardinála Enea Silvia Piccolominiho 7. února 1447 papež Evžen IV. v Římě podepsal konkordát, kterým potvrdil platnost dekretu z koncilu v Kostnici, jímž se papežové zavazují pořádat pravidelně ekumenické koncily.
Krátce na to papež zemřel a byl pohřben ve staré Svatopetrské bazilice pod velkolepým bronzovým náhrobkem, jehož sochařskou výzdobu vytvořil Pisanello. Náhrobek je dnes vystaven ve Svatopetrské pokladnici.